# アシュリー・パーマー (女優)
アシュリー・パーマー（Ashley Palmer, 1978年11月13日 - ）は、アメリカ合衆国の女優。

## 出演作品
- パラノーマル・アクティビティ（ダイアン）